# کانیسو (سانتا کروز)
شهر کانیسو (به پرتغالی: Caniço) در سانتا کروز (مادریا) در کشور پرتغال واقع شده‌است. جمعیت این شهر ۱۱٬۵۸۶ نفر  است. در تاریخ ۹ ژوئن ۲۰۰۵ به عنوان شهر شناخته شد.